# 大峰石
大峰石（おおみねせき、大峯石、Ominelite）は、2001年に発表された日本産新鉱物で、千葉大学の岩石学者広井美邦などにより、奈良県天川村の斑状花崗岩から発見された。 化学組成はFeAl3(BO3)(SiO4)O2で、斜方晶系。発見地が大峰山系に位置することから命名された。
当初はグランディディエライト（（Mg,Fe2+)Al3(BO3)(SiO4)O2）の日本初産として報告されたが、マグネシウムよりも鉄を多く含んでいることから新鉱物と判明した。グランディディエライトによく似た青色の放射状の結晶集合体として産出する。初産地以外では発見されていない。